# Duthiella rivicola
Duthiella rivicola är en bladmossart som beskrevs av Kyuichi Sakurai 1936. Duthiella rivicola ingår i släktet Duthiella och familjen Leskeaceae. Inga underarter finns listade i Catalogue of Life.